# Saint-Vigor-le-Grand
Saint-Vigor-le-Grand és un municipi francès situat al departament de Calvados i a la regió de Normandia. L'any 2007 tenia 2.030 habitants.

## Demografia

### Població
El 2007 la població de fet de Saint-Vigor-le-Grand era de 2.030 persones. Hi havia 783 famílies de les quals 187 eren unipersonals (65 homes vivint sols i 122 dones vivint soles), 328 parelles sense fills, 215 parelles amb fills i 53 famílies monoparentals amb fills.
La població ha evolucionat segons el següent gràfic:
Habitants censats

### Habitatges
El 2007 hi havia 835 habitatges, 797 eren l'habitatge principal de la família, 8 eren segones residències i 30 estaven desocupats. 782 eren cases i 47 eren apartaments. Dels 797 habitatges principals, 598 estaven ocupats pels seus propietaris, 192 estaven llogats i ocupats pels llogaters i 7 estaven cedits a títol gratuït; 6 tenien una cambra, 39 en tenien dues, 90 en tenien tres, 200 en tenien quatre i 462 en tenien cinc o més. 629 habitatges disposaven pel capbaix d'una plaça de pàrquing. A 372 habitatges hi havia un automòbil i a 365 n'hi havia dos o més.

### Piràmide de població
La piràmide de població per edats i sexe el 2009 era:
| Homes | Edats   | Dones |
| ----- | ------- | ----- |
| 0     | 95 o +  | 20    |
| 0     | 90 a 94 | 16    |
| 16    | 85 a 89 | 32    |
| 8     | 80 a 84 | 24    |
| 36    | 75 a 79 | 32    |
| 24    | 70 a 74 | 80    |
| 68    | 65 a 69 | 56    |
| 32    | 60 a 64 | 52    |
| 56    | 55 a 59 | 36    |
| 108   | 50 a 54 | 124   |
| 80    | 45 a 49 | 76    |
| 56    | 40 a 44 | 64    |
| 48    | 35 a 39 | 48    |
| 40    | 30 a 34 | 32    |
| 52    | 25 a 29 | 52    |
| 64    | 20 a 24 | 32    |
| 112   | 15 a 19 | 52    |
| 56    | 10 a 14 | 44    |
| 32    | 5 a 9   | 32    |
| 32    | 0 a 4   | 12    |

## Economia
El 2007 la població en edat de treballar era de 1.221 persones, 805 eren actives i 416 eren inactives. De les 805 persones actives 731 estaven ocupades (377 homes i 354 dones) i 73 estaven aturades (38 homes i 35 dones). De les 416 persones inactives 220 estaven jubilades, 99 estaven estudiant i 97 estaven classificades com a «altres inactius».

### Ingressos
El 2009 a Saint-Vigor-le-Grand hi havia 802 unitats fiscals que integraven 1.960,5 persones, la mediana anual d'ingressos fiscals per persona era de 19.564 €.

### Activitats econòmiques
Dels 138 establiments que hi havia el 2007, 1 era d'una empresa extractiva, 1 d'una empresa alimentària, 1 d'una empresa de fabricació de material elèctric, 3 d'empreses de fabricació d'altres productes industrials, 21 d'empreses de construcció, 56 d'empreses de comerç i reparació d'automòbils, 2 d'empreses de transport, 6 d'empreses d'hostatgeria i restauració, 2 d'empreses financeres, 9 d'empreses immobiliàries, 20 d'empreses de serveis, 11 d'entitats de l'administració pública i 5 d'empreses classificades com a «altres activitats de serveis».
Dels 42 establiments de servei als particulars que hi havia el 2009, 1 era una funerària, 13 tallers de reparació d'automòbils i de material agrícola, 2 tallers d'inspecció tècnica de vehicles, 1 paleta, 2 guixaires pintors, 5 fusteries, 7 lampisteries, 2 empreses de construcció, 2 perruqueries, 1 agència de treball temporal, 3 restaurants i 3 agències immobiliàries.
Dels 18 establiments comercials que hi havia el 2009, 3 eren supermercats, 1 un supermercat, 2 carnisseries, 2 botigues de roba, 1 una botiga de roba, 3 sabateries, 1 una botiga d'electrodomèstics, 2 botigues de material esportiu, 2 drogueries i 1 una joieria.
L'any 2000 a Saint-Vigor-le-Grand hi havia 9 explotacions agrícoles.

## Equipaments sanitaris i escolars
L'únic equipament sanitari que hi havia el 2009 era una farmàcia.
El 2009 hi havia una escola elemental.

## Poblacions més properes
El següent diagrama mostra les poblacions més properes.